# Ettore Casati
Ettore Casati (Chiavenna, 24 marzo 1873 – Roma, 8 agosto 1945) è stato un giurista e magistrato italiano. Ministro di Grazia e Giustizia del Governo Badoglio I dal 15 febbraio 1944 al 17 aprile 1944.

## Biografia
Laureato in giurisprudenza all'Università di Milano, era stato nominato consigliere di sezione della stessa Corte e dal 6 novembre 1941 primo presidente della Corte di Cassazione.
Nel 1943 invece di collaborare con la Repubblica Sociale Italiana fuggì nell'Italia liberata. Fu presidente della Commissione sugli illeciti arricchimenti dei governanti fascisti. Fu Ministro di Grazia e Giustizia del Governo Badoglio I dal 15 febbraio 1944 al 17 aprile 1944.
Il 27 luglio 1944 fu nominato presidente dell'Alta corte di giustizia competente per i reati compiuti dai membri del governo fascista.
Scrisse un Manuale del diritto civile italiano, pubblicato postumo con Giacomo Russo a Torino da UTET nel 1947.
Visse gli ultimi anni saltuariamente a Pizzoferrato presso l'antica Casa Melocchi poi Villa Casati, che ristrutturò chiamandola "Fileremo". Ebbe contatti anche con l'amico e giurista Alessandro Madonna della vicina Torricella Peligna, archeologo e studioso del sito romano di Iuvanum.
La notizia della sua morte, avvenuta a Roma l'8 agosto 1945, fu data in prima pagina da La Stampa.